# Solapa (embalaje)
En embalaje industrial, una solapa es una prolongación lateral de la plancha de cartón ondulado que sirve para cerrar el embalaje una vez introducido el producto. Su fijación se realiza mediante cola, en el envasado automático o bien mediante precinto en el envasado manual.
- Datos: Q6131416